# Acanthosicyos horridus
Espèce
Classification phylogénétique
Acanthosicyos horridus, le melon des sables, est une espèce de plantes à fleurs de la famille des Cucurbitaceae. C'est un melon sauvage qui pousse dans des régions désertiques d'Angola, d'Afrique du Sud et de Namibie. Il est aussi connu sous le nom de  !nara en langue Khoïkhoï locale.
La plante se présente sous la forme d’un buisson épineux d’un mètre de hauteur, produisant des melons sphériques, comestibles à maturité, couverts de protubérances coniques. 
En Namibie, les fruits mûrs, qui sont sucrés et juteux et pèsent environ 900 g, sont soit consommés crus et appréciés pour leur forte teneur en eau, soit transformés traditionnellement, sous forme de galettes faites avec la pulpe du fruit séchée. Les morceaux de galette peuvent être par la suite mastiqués ou ajoutés à des bouillies pendant le reste de l’année. Les fruits immatures contiennent des principes amères qui provoquent une sensation de brûlure dans la bouche.
Les nombreuses graines du melon (connues sous les noms de butter-nuts ou butterpips) sont consommées sèches (un peu comme des noix), ou grillées en amuse-gueule, ou broyées en farine pour être cuites avec d’autres mets.

## Nomenclature et étymologie
L’espèce a d’abord été décrite et nommée Acanthosicyos horridus par Friedrich Welwitsch, un botaniste autrichien (in Trans. Linn. Soc. ined.), mais il n'a pas réussi à publier une description formellement reconnue selon les règles de la nomenclature botanique.
Les botanistes britanniques George Bentham et Joseph Dalton Hooker, ont ensuite publié une description valide en 1867, dans Genera Plantarum 1(3): 824.   
Le nom de genre Acanthosicyos est composé de deux étymons grecs : ἄκανθος / akanthos, venant de ἄκανθα/akantha, ης (ἡ) qui signifie « épine, piquant », et σίκυος / sikyos, qui signifie « concombre ». La combinaison des deux fait référence aux fruits épineux de la plante qui ressemblent à des concombres. 
L’épithète spécifique horridus vient du latin et signifie « hérissé ». Il fait allusion aux nombreuses épines qui couvrent les tiges et les fruits de la plante.

## Description
La plante se présente sous forme d'un buisson arbustif, vivace, de 0,5 à 1 m de haut, dense et larges, poussant en général sur de petites dunes que la plante a contribué à construire elle-même. Lorsque des vents forts la recouvrent de sable, la plante arrive à émerger par-dessus la petite dune qui s’est formée et ainsi a accumuler du sable à son pied. 
La base est ligneuse. La racine pivotante va chercher l’eau dans la nappe phréatique. Les tiges sont robustes, cylindriques, jaunâtre pâle ou glauques à vert grisâtre, sillonnées ; les rameaux sont pubescents dans les parties les plus jeunes, les parties florifères subtomenteuses. Ils sont armés d’épines cylindriques, droites ou presque, de 2–3 cm de long, glabres, terminées par une pointe acérée. Ces épines servent à se protéger des animaux brouteurs et à minimiser la perte d’eau au soleil, rendant la plante très tolérante à la sécheresse.
Seules les jeunes tiges présentent des feuilles, les plus âgées en sont dépourvues. Presque 40 % de la biomasse aérienne de la plante est constituée d’épines, le reste de tiges. En absence de feuilles, la photosynthèse a lieu dans ces épines et ces tiges.
L’espèce est monoïque (fleurs mâles et femelles distinctes sur un même pied). Les fleurs mâles sont solitaires ou groupées en racèmes. Elles sont grisâtres tomenteuses à l’extérieur et ont des pétales jaune pâle. Les fleurs femelles, solitaires à l’aisselle de l’épine, possèdent des staminodes (étamines pétaloïdes) érigés, de 5–7 mm de long, un ovaire infère, densément couvert d’épines oblongues-coniques, molles, de 2 à 2,5 mm, un  style de 9 à 10 mm de long.
La floraison est sporadique tout au long de l'année, mais a lieu principalement de février à octobre.
Le fruit est une baie sphérique, à écorce jaune orangé pâle à maturité, à chair jaune verdâtre à orangé, jusqu’à 20 cm de diamètre, couverte d'une multitude de protubérances coniques charnues à pointe de soie, comestible à maturité. Les graines sont presque blanches, tronquées de manière sub-oblique près de la base, de 14–15 mm de long.
Un pied de !nara peut vivre 100 ans et couvrir jusqu'à 1 500 m2. Sa racine pivotante va chercher l'eau dans la nappe phréatique.
Si le !nara est recouvert par du sable apporté par les vents, il est capable de se dégager et de poursuivre sa croissance.

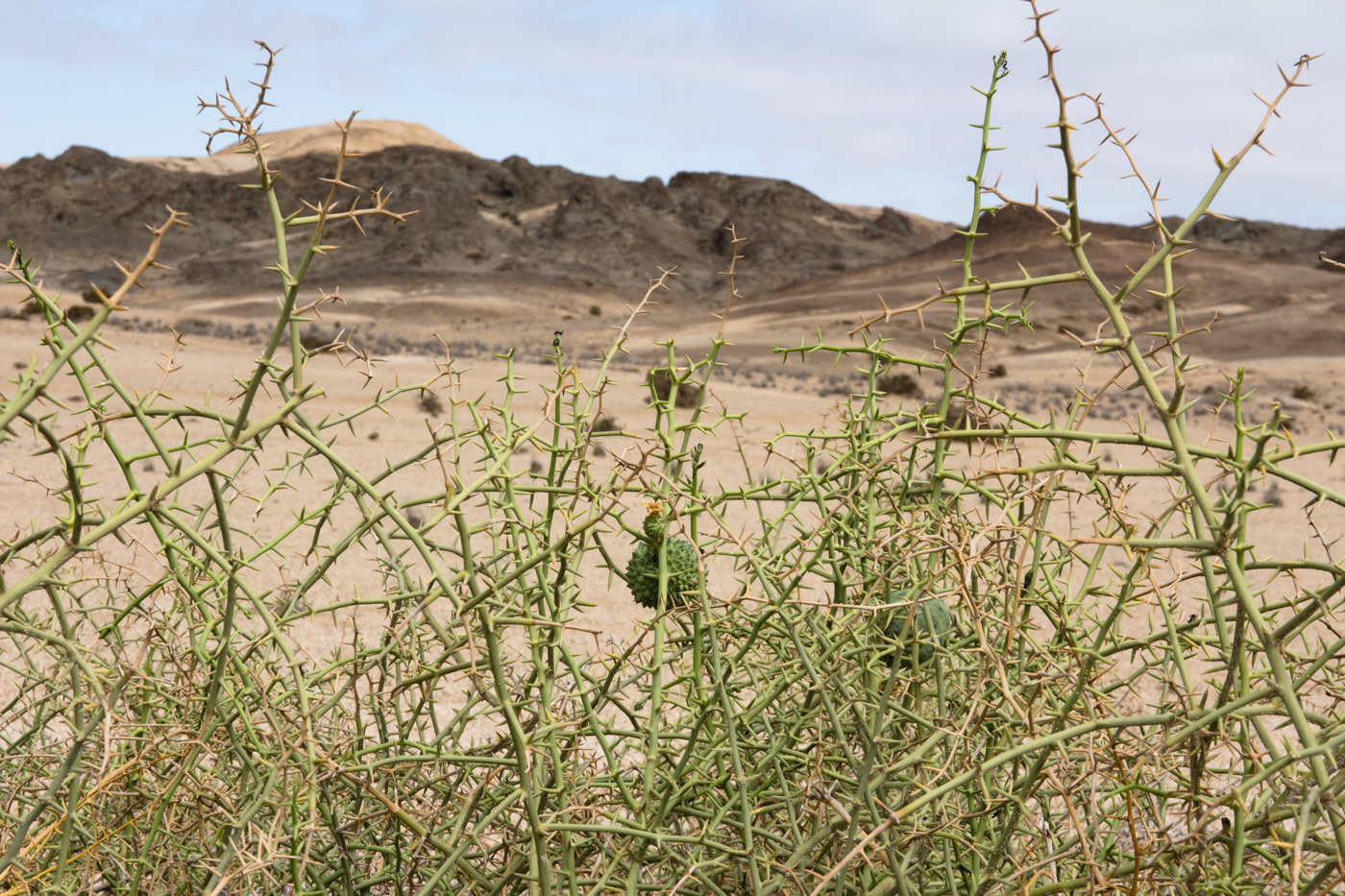
Buisson épineux de !nara.
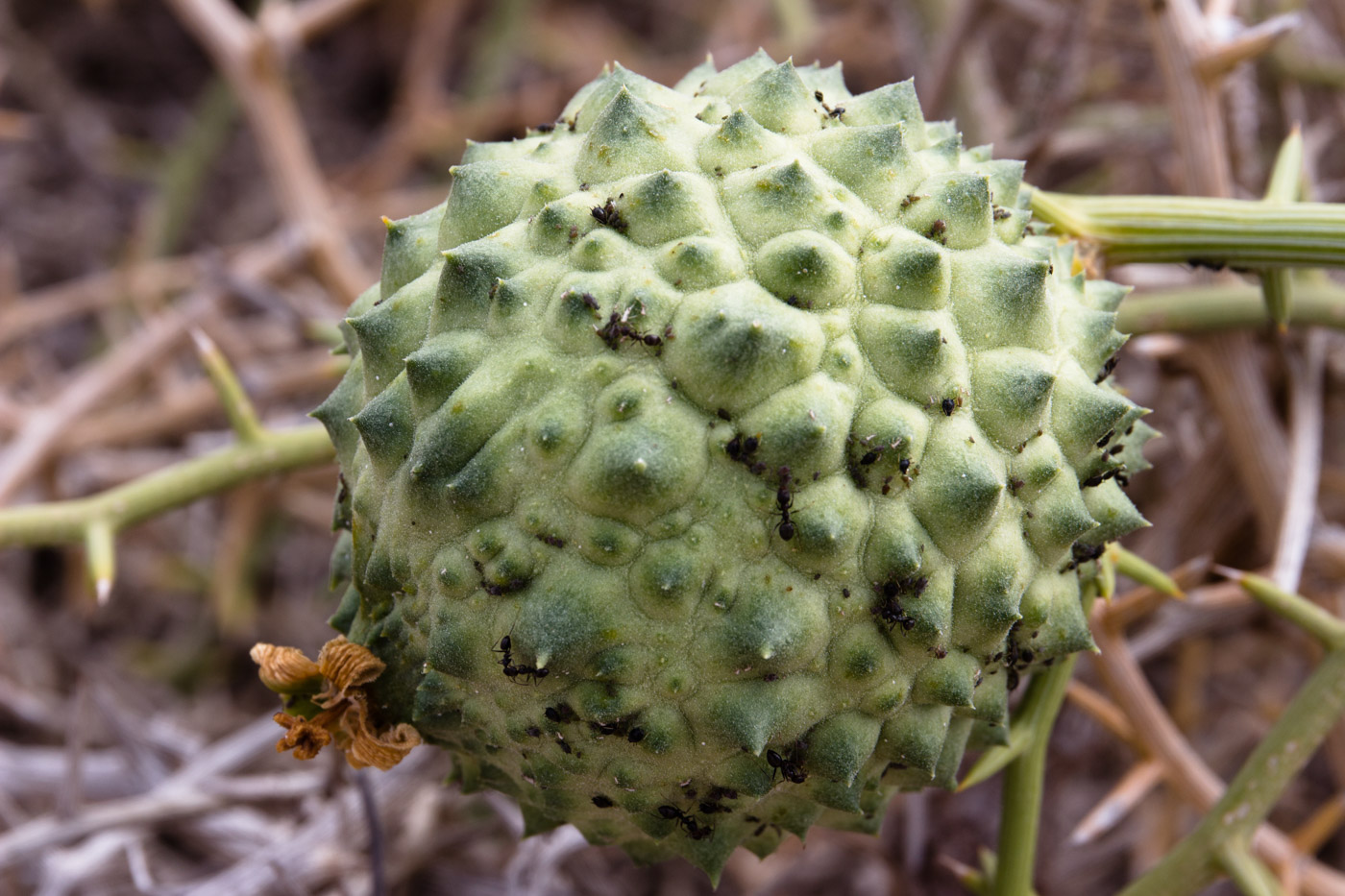
Jeune fruit couvert de mamelons coniques.
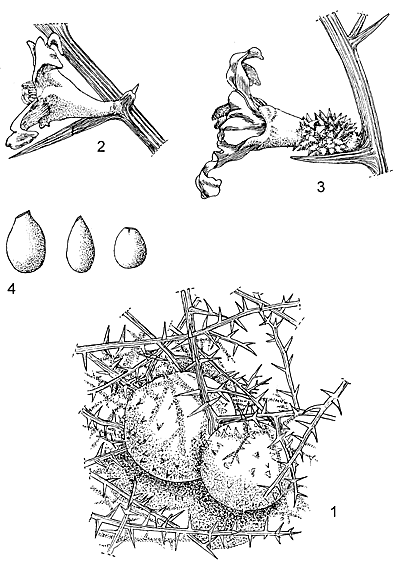
1. Fruit 2. Fleur mâle 3. Fleur femelle 4. Graines.

## Distribution et habitat
L’aire de distribution d’origine est l’Angola, les Provinces du Cap et la Namibie.
C'est un arbuste qui pousse principalement dans le biome du désert ou parmi des broussailles sèches. Il croit dans les dunes de sable des lits de rivières asséchés la plupart du temps, où de l’eau est disponible sous la surface.

## Utilisation

### Le fruit
En Namibie, les fruits mûrs, qui sont sucrés et juteux et pèsent environ 900 g, sont soit consommés crus et appréciés pour leur forte teneur en eau, soit transformés traditionnellement, sous forme de galettes plates faites avec la pulpe du fruit séchée,. Les fruits mûrs sont récoltés et enterrés dans le sol, ou laissés au soleil pour se ramollir, après quoi ils sont pelés puis bouillis jusqu'à ce que les graines se détachent.
Les melons des sables sont récoltés par les populations locales et notamment les Topnaar, descendants du peuple Khoïkhoï, de février à avril et août à septembre. Avant l’introduction du maïs en Afrique australe, le !nara était un aliment de base traditionnel. Les témoignages archéologiques indiquent que c’était un aliment de base depuis au moins 8 000 ans, et qu’il a été transporté et peut-être même commercialisé depuis cette époque. Il n’a pas été domestiqué et les tentatives pour l’introduire ailleurs ont échoué.
Un insecte de genre cigale,  Diadematus acanthoproctus se nourrit de la plante, en se déplaçant la nuit entre les différents buissons
.
Chez les Topnaars, chaque famille de la basse vallée du Kuiseb, à proximité de Walvis Bay, possède un certain nombre de buissons de !nara qui sont considérés comme propriété privée, ce qui n'est pas le cas de la terre où ils poussent. Une famille n'a le droit de récolter que les plantes qui lui appartiennent. Lorsque les melons de nara commencent à mûrir (à partir de décembre), de nombreuses familles Topnaars se déplacent vers les sites de nara pour récolter et transformer les fruits. La récolte peut durer jusqu’en mai. Ils font bouillir la pulpe à l’eau puis séparent les graines de la pulpe au tamis. Séchées au soleil, les graines sont conservées pour être consommées directement, ou broyées en farine ou vendues à des commerçants.  L’épaisse pulpe restante est étalée au soleil pour être séchée. Elle forme des galettes plates coriaces, qui sont ensuite découpées en lanières ou enroulées en vue de leur conservation. Ces rouleaux fruités se conservent bien et peuvent être mastiquées ou ajoutées à des bouillies pendant le reste de l’année.
Les besoins écologiques très particuliers de la plante ne permettent pas de la cultiver, mais des recherches en ce sens sont en cours en Namibie. Des scientifiques collaborent avec les Topnaars pour développer de façon durable les populations existantes de !nara.
Le nara est également consommé comme aliment de famine. Il est également consommé par les hyènes et les chacals. Les extrémités des jeunes tiges sont broutées par le bétail.
Les melons des sables immatures contiennent des quantités variables de cucurbitacines (triterpénoïdes tétracycliques) identifiées comme étant les principaux principes amers. Ces composés provoquent une sensation de brûlure dans la bouche. Lorsqu’ils mûrissent, les fruits perdent rapidement leur amertume sous l’influence de l’enzyme élatérase.
Autres utilisations
Certaines populations tirent une sorte de bière à partir du fruit.
D'autres utilisent les racines pour élaborer des médicaments.
Les graines
Connues sous le nom de butter-nuts ou butterpips en anglais, les nombreuses graines du fruit sont consommées fraîches (un peu comme des noix) ou grillées en amuse-gueule, ou broyées en farine pour être cuites avec d’autres mets. On peut aussi en tirer de l'huile.
Les graines sont remarquablement riches en protéines (31 %), bien plus riches que tous les fruits à coque (qui ont une teneur au plus de 21 % pour les amandes) et avec une teneur comparable à celles des fromage à pâte pressée cuite type emmental  ou des filets de poulet sans peau, poêlés ou de l’escalope de veau